# 上庄古建筑群
30°07′26″N 118°26′05″E / 30.12389°N 118.43472°E
上庄古建筑群位于中国安徽省绩溪县上庄镇上庄村，2013年被列为第七批全国重点文物保护单位。
上庄古建筑群包括７处古建筑：
1. 胡适故居
2. 胡适私塾
3. 胡传旧居
4. 胡寿基宅
5. 敦履堂
6. 胡开文旧居
7. 胡恒德祖屋